# Dicksonia laevis
Dicksonia laevis là một loài dương xỉ trong họ Dicksoniaceae. Loài này được Heward mô tả khoa học đầu tiên năm 1842.
Danh pháp khoa học của loài này chưa được làm sáng tỏ. 